# Яконово (Тверская область)
Я́коново — село в Торжокском районе Тверской области, административный центр Яконовского сельского поселения.
Находится в 26 км к северо-западу от города Торжка, на речке Гашлинка (приток реки Поведь). Новую застройку в южной части села (за рекой) называют «посёлок Яконово».

## История
Во второй половине XIX — начале XX века село Яконово центр прихода Поведской волости Новоторжского уезда. В 1884 году — 89 дворов, 460 жителей.
В 1940 году село центр сельсовета в составе Новоторжского района Калининской области.
В 1997 году — 126 хозяйств, 325 жителей. Администрация Яконовского сельского округа, правление колхоза «Яконово» (ранее им. XX Партсъезда), средняя школа, детсад, ДК, библиотека, медпункт, магазин.

## Население
| 1859 | 1884 | 1920 | 1997 | 2002 | 2010 |
| ---- | ---- | ---- | ---- | ---- | ---- |
| 444  | ↗460 | ↘399 | ↘325 | ↘253 | ↘236 |

## Достопримечательности
В селе расположена недействующая церковь Богоявления Господня (1862).